# Daïra de Tizi
La daïra de Tizi est une circonscription administrative algérienne située dans la wilaya de Mascara. Son chef-lieu est situé sur la commune éponyme de Tizi.

## Communes
La daïra regroupe les trois communes de Tizi, Froha et El Keurt.